# Dinosapien
Dinosapien es una serie de televisión canadiense producida por la BBC. 

## Los dinosaurios
Eno (Ino) - Es un dinosaurio dromeosaurido macho con plumas rojas en cola y la cabeza mide como unos 1,80 de alto y como unos 3 metros del largo y es el mejor amigo de lauren
Los Diggers (excavadores) - Son  dos dinosaurios bípedos, mitad Anquilosaurio y mitad Pachycephalosaurus, uno se llama Ojo verde y el otro Sarrepta, Son insectívoros. Son los enemigos de Eno y lo persiguen constantemente, hasta en unos episodios aprenden a hacer armas En el primer episodio roban el molde de una huella de Jack dos dedos (Eno) y lo destruyen.
- Datos: Q2706038